# Linariopsis
Linariopsis, biljni rod iz porodice sezamovki smješten u tribus Sesameae. Sastoji se od dvije vrste iz tropske zapadne i jugozapadne Afrike.
Tipična vrsta je Linariopsis prostrata, mala je zimzelena biljka koja je cijenjena zbog svojih nježnih plavih ili ljubičastih cvjetova, a koristi se u tradicionalnoj medicini za liječenje raznih bolesti poput glavobolje, astme i kašlja.

## Vrste
1. Linariopsis chevalieri Jacq.-Fél.; Kamerun
2. Linariopsis prostrata Welw.; tipična vrsta, Angola